# 12278 Кісохінокі
12278 Кісохінокі (12278 Kisohinoki) — астероїд головного поясу, відкритий 21 листопада 1990 року.
Тіссеранів параметр щодо Юпітера — 3,346.